# Alvarães (Portugal)
Alvarães ist eine Gemeinde (Freguesia) im nordportugiesischen Kreis Viana do Castelo der Unterregion Minho-Lima. In ihr leben 2462 Einwohner (Stand 19. April 2021).